# Baliqiao
Baliqiao (chiń. 八里桥; pinyin Bālǐqiáo; dosł. „Most [długości] ośmiu li”) – zabytkowy most znajdujący się na przedmieściach Pekinu, w dzielnicy Tongzhou.
Przerzucony nad rzeką Tonghui He kamienny most zbudowano w 1446 roku. Ma 50 m długości i 16 m szerokości. Obydwa boki mostu ozdobiono 33 niewielkimi kolumienkami, które wieńczą rzeźby lwów.
21 września 1860 roku, podczas II wojny opiumowej, na moście doszło do bitwy między wojskami chińskimi a korpusem brytyjsko-francuskim. Uzbrojone w broń białą i kilka przestarzałych armat siły chińskie poniosły w starciu sromotną klęskę. Armia brytyjsko-francuska, licząca około 8000 ludzi, rozbiła szacowane na ponad 30 tysięcy oddziały chińskie, tracąc przy tym zaledwie kilku żołnierzy.